# Marion Tiedtke
Marion Tiedtke (* 14. Februar 1962 in Köln) ist eine deutsche Dramaturgin und Hochschullehrerin.

## Leben
Nach ihrem abgeschlossenen Studium der Philosophie, Germanistik und Geschichte an der Albert-Ludwigs-Universität in Freiburg sowie der Freien Universität Berlin arbeitete sie 1988/89 als freie Mitarbeiterin im Regionalfunk/SWR und beim Wissenschaftsfunk im Sender Freies Berlin.
Ihre Theaterlaufbahn begann sie 1989 als Dramaturgie-Assistentin und Protokollantin an der Berliner Schaubühne am Lehniner Platz bei Dieter Sturm und Wolfgang Wiens. 1990 wechselte sie an das Berliner Schiller Theater unter der gemeinsamen Intendanz von Volkmer Clauß, Alfred Kirchner, Alexander Lang und Vera Sturm. Hier arbeitete sie vor allem bei Inszenierungen von Alexander Lang mit. Bei seinen Produktionen Märchen in Deutschland mit Bernhard Minetti und Die Räuber war sie Produktionsdramaturgin, beide Inszenierungen wurden zum Theatertreffen 1991 eingeladen. 1992 ging sie nach Bremen zu Hansgünther Heyme, wo sie u. a. mit dem französischen Regisseur François-Michel Pesenti Produktionen entwickelte. Unter der neuen Intendanz von Klaus Pierwoß blieb sie bis 1997 in Bremen und arbeitete u. a. dort mit den Regisseurinnen Christina Friedrich und Konstanze Lauterbach. 1997 bis 1999 war sie am Bayerischen Staatsschauspiel bei Eberhard Witt engagiert, wo sie mehrfach an Produktionen von Roberto Ciulli, Amélie Niermeyer und Andreas Kriegenburg beteiligt war. Hier arbeitete sie auch mit Dea Loher bei der Stückentwicklung zur Uraufführung Blaubart – Hoffnung der Frauen.
Ab 1999 gehörte sie zum Leitungsteam von Klaus Bachler am Burgtheater Wien. Bei Weh dem, der lügt von Franz Grillparzer lernte sie Martin Kusej kennen, mit dem sie ein Jahr später Glaube und Heimat von Karl Schönherr erarbeitete. Die Produktion wurde 2001 zum Berliner Theatertreffen eingeladen.
Sie wechselte 2001 zu den Münchner Kammerspielen unter Frank Baumbauer, wo sie bis 2007 engagiert war. Dort arbeitete sie u. a. mit den Regisseuren Karin Beier, Thomas Ostermeier und Johan Simons, und mehrfach mit Andreas Kriegenburg und Luk Perceval. 2003 erarbeitete sie mit Luk Perceval und den Autoren Feridun Zaimoglu und Günter Senkel eine Neuinszenierung von Othello mit Thomas Thieme und Julia Jentsch in den Hauptrollen. Außerdem war sie bei den Inszenierungen Traum im Herbst (2001) in der Regie von Luk Perceval, Orestie (2002), Die Nibelungen (2004) und Drei Schwestern (2006) in der Regie von Andreas Kriegenburg beteiligt. Alle genannten Aufführungen der Münchner Kammerspiele wurden zum Berliner Theatertreffen eingeladen. Die Inszenierung von Die Nibelungen erhielt 2005 den Nestroy-Preis als „Beste Aufführung im deutschsprachigen Raum“. 2001 bis 2006 unterrichtete sie im Studiengang Dramaturgie an der Ludwig-Maximilians-Universität München und im Studiengang Regie an der Bayerischen Theaterakademie in München.
2007 folgte sie einem Ruf als Professorin für Schauspiel an die Hochschule für Musik und Darstellende Kunst Frankfurt am Main in der Nachfolge von Peter Iden. Zehn Jahre leitete sie dort als Ausbildungsdirektorin das Schauspielstudium. Von 2011 bis 2014 war sie als Dekanin für den Fachbereich Darstellende Kunst verantwortlich. Ab 2015 bereitete sie mit Anselm Weber dessen Intendanz am Schauspiel Frankfurt vor, wo sie 2017 bis 2020 für drei Spielzeiten als Stellvertretende Intendantin und Chefdramaturgin arbeitete. In dieser Zeit wirkte sie u. a. an Produktionen von Jan-Christoph Gockel, Andreas Kriegenburg, Luk Perceval, Ulrich Rasche und Roger Vontobel mit. Als Produktionsdramaturgin war sie bei der Produktion Die Perser in der Regie von Ulrich Rasche beteiligt, die 2018 den Nestroy-Preis als „Beste Aufführung im deutschsprachigen Raum“ erhielt und bei der Bühnenadaption zu Mut und Gnade in der Regie von Luk Perceval, nominiert für das Theatertreffen 2019.
Als Gastdramaturgin war sie 2009 am Thalia Theater Hamburg für The truth about THE KENNEDYS engagiert, ein Projekt von Luk Perceval. In den Jahren 2013 und 2015 arbeitete sie als Gastdramaturgin mit Roger Vontobel am Schauspielhaus Bochum: Hier entstanden Die Nibelungen (2013) und Rose Bernd (2015) mit Jana Schulz, die für die Hauptrolle den Gertrud-Eysoldt-Ring erhielt.
In der Oper hat sie international als freie Dramaturgin zunächst mit dem Regisseur Martin Kusej bei den Salzburger Festspielen gearbeitet. Dabei entstanden La Clemenza di Tito (2003) und Lady Macbeth von Mzensk an der Nederlandse Opera in Amsterdam (2006). 2009 war sie Produktionsdramaturgin in Covent Garden für Tristan und Isolde in einer Inszenierung von Christof Loy, ausgezeichnet mit dem Laurence Olivier Award als beste Operninszenierung des Jahres 2009. 2011 bis 2012 war sie an der Bayerischen Staatsoper als Gastdramaturgin für den Aufführungszyklus Der Ring des Nibelungen in der Inszenierung von Andreas Kriegenburg tätig.
Zum Wintersemester 2020/2021 nahm Marion Tiedtke ihre Professur für Schauspiel an der Hochschule für Musik und Darstellende Kunst in Frankfurt wieder auf, sie ist Ausbildungsdirektorin. Für 2023/2024 erhielt sie ein Fellowship am Wissenschaftskolleg zu Berlin.
Marion Tiedtke ist Mitglied der Akademie der Darstellenden Künste und ab 2020 auch in der Faust-Preis-Jury. 2021 gehörte sie der Jury für den Mülheimer Dramatikpreis an. Sie arbeitete in verschiedenen Jurys mit, u. a. 2015 bis 2017 für die Verleihung des Gertrud-Eysoldt-Rings. Sie ist auch als Herausgeberin tätig und publiziert in Fachbüchern und -zeitschriften.

## Ausgewählte Produktionen

### Schauspiel
- 1990: Märchen in Deutschland von den Gebrüdern Grimm, Regie: Alexander Lang, Schiller Theater Berlin, Berliner Theatertreffen 1991
- 1990: Die Räuber von Friedrich Schiller, Regie: Alexander Lang, Schiller Theater Berlin, Berliner Theatertreffen 1991
- 1992: Uraufführung Böhmen am Meer von Volker Braun, Regie: Thomas Langhoff, Schiller Theater Berlin
- 1997: Der zerbrochene Krug von Heinrich von Kleist, Regie: Amélie Niermeyer, Bayerisches Staatsschauspiel
- 1997: Bernarda Albas Haus von Federico García Lorca, Regie: Andreas Kriegenburg, Bayerisches Staatsschauspiel
- 1997: Uraufführung Blaubart-Hoffnung der Frauen von Dea Loher, Regie: Andreas Kriegenburg, Bayerisches Staatsschauspiel
- 1998: Leonce und Lena von Georg Büchner, Regie: Andreas Kriegenburg, Bayerisches Staatsschauspiel
- 1998: Krankheit oder Moderne Frauen von Elfriede Jelinek, Regie: Amélie Niermeyer, Bayerisches Staatsschauspiel
- 1998: „Doña Rosita“ von Federico García Lorca, Regie: Roberto Ciulli, Bayerisches Staatsschauspiel
- 1999: Penthesilea von Heinrich von Kleist, Regie: Andreas Kriegenburg, Bayerisches Staatsschauspiel
- 1999: Weh dem, der lügt von Franz Grillparzer, Regie: Martin Kusej, Burgtheater Wien
- 2000: Die Verschwörung des Fiesko zu Genua von Friedrich Schiller, Regie: Andreas Kriegenburg, Burgtheater Wien
- 2001: Glaube und Heimat von Karl Schönherr, Regie: Martin Kusej, Burgtheater Wien, Berliner Theatertreffen 2001
- 2001: Traum im Herbst von Jon Fosse, Regie: Luk Perceval, Münchner Kammerspiele, Berliner Theatertreffen 2002
- 2001: „Der starke Stamm“ von Marieluise Fleißer, Regie: Thomas Ostermeier, Münchner Kammerspiele
- 2001: Uraufführung Die Rückseite der Rechnungen von Kerstin Specht. Monolog mit Doris Schade, Münchner Kammerspiele
- 2002: Uraufführung 99 Grad von Albert Ostermaier, Regie: Karin Beier, Münchner Kammerspiele
- 2002: Orestie von Aischylos, Regie: Andreas Kriegenburg, Münchner Kammerspiele, Berliner Theatertreffen 2003
- 2003: Othello von William Shakespeare in einer Übertragung von Feridun Zaimoglu und Günter Senkel; Regie: Luk Perceval, Münchner Kammerspiele und 2009 Übernahme Thalia Theater Hamburg
- 2004: Die Nibelungen von Friedrich Hebbel, Regie: Andreas Kriegenburg, Münchner Kammerspiele, Berliner Theatertreffen 2005 und Nestroy-Preis 2005
- 2005: Vor Sonnenaufgang von Gerhart Hauptmann, Regie: Thomas Ostermeier, Münchner Kammerspiele
- 2005: Uraufführung Lulu live nach Frank Wedekind, Zaimoglu und Senkel, Regie: Luk Perceval, Münchner Kammerspiele
- 2006: Drei Schwestern von Anton Tschechow, Regie: Andreas Kriegenburg, Münchner Kammerspiele, Berliner Theatertreffen
- 2006: Uraufführung Robinson Crusoe, die Frau und der Neger nach dem Roman Foe von J. M. Coetzee, Regie: Johan Simons, Münchner Kammerspiele
- 2007: Prinz von Homburg von Heinrich von Kleist, Regie: Johan Simons, Münchner Kammerspiele und Ruhrfestspiele Recklinghausen
- 2013: Die Nibelungen von Friedrich Hebbel, Regie: Roger Vontobel, Schauspielhaus Bochum
- 2015: Rose Bernd von Gerhart Hauptmann, Regie: Roger Vontobel, Schauspielhaus Bochum
- 2017: Woyzeck von Georg Büchner, Regie: Roger Vontobel, Schauspiel Frankfurt
- 2018: Amphitryon von Heinrich von Kleist, Regie: Andreas Kriegenburg, Schauspiel Frankfurt
- 2018: Die Perser von Aischylos, Regie: Ulrich Rasche, Koproduktion Schauspiel Frankfurt und Salzburger Festspiele
- 2019: Brand von Henrik Ibsen in einer Neuübersetzung von Hinrich Schmidt-Henkel, Regie: Roger Vontobel, Schauspiel Frankfurt
- 2020: Orestie von Aischylos, Regie: Jan-Christoph Gockel, Schauspiel Frankfurt
- 2021: Das Bergwerk zu Falun von Hugo von Hofmannsthal, Regie: Jossi Wieler, Salzburger Festspiele[5]
- 2024: Richard III von William Shakespeare, Leipziger Fassung von Marion Tiedtke, Regie: Enrico Lübbe, Schauspiel Leipzig[6]

### Oper
- 2003 La clemenza di Tito von Wolfgang Amadeus Mozart, Dirigat: Nikolaus Harnoncourt, Regie: Martin Kusej, Salzburger Festspiele
- 2006: Lady Macbeth von Mzensk von Dimitri Schostakowitsch, Dirigat: Mariss Jansons, Regie: Martin Kusej, De Nederlandse Opera
- 2009: Tristan und Isolde von Richard Wagner, Dirigat: Antonio Pappano, Regie: Christof Loy, Royal Opera House Covent Garden
- 2012: Der Ring des Nibelungen von Richard Wagner, Dirigat: Kent Nagano, Regie: Andreas Kriegenburg, Bayerische Staatsoper München
- 2022: Der fliegende Holländer von Richard Wagner, Dirigat: Jordan de Souza, Regie: Roger Vontobel, Nationaltheater Mannheim

### Bühnenadaption/Übersetzung
- 1999: Uraufführung Deutschland, bleiche Mutter. Bühnenadaption nach dem gleichnamigen Film von Helma Sanders-Brahms, Regie: Roberto Ciulli, Bayerisches Staatsschauspiel
- 2004: Uraufführung The New Electric Ballroom von Enda Walsh, übersetzt mit Peter Torberg, Regie: Stefan Kimmig, Münchner Kammerspiele, Ausländisches Stück des Jahres, Kritikerumfrage Theater heute, Spielzeit 2004/05
- 2009: Uraufführung The truth about THE KENNEDYS, Bühnenfassung mit Luk Perceval und Malte Ubenauf, Regie: Luk Perceval, Thalia Theater Hamburg
- 2018: Uraufführung Mut und Gnade von Ken Wilber, Bühnenfassung des Buches mit Luk Perceval, Regie: Luk Perceval, Schauspiel Frankfurt
- 2019: Uraufführung Heerlager der Heiligen von Jean Raspail, Bühnenfassung des Romans und Übersetzung mit Hermann Schmidt-Rahmer, Regie: Hermann Schmidt-Rahmer, Schauspiel Frankfurt und Ruhrfestspiele Recklinghausen

### Publikationen
- Angst. Dimensionen eines Gefühls, zusammen herausgegeben mit Daniela Rippl, Thomas Kisser, Wilhelm Fink ISBN 978-3-7705-4703-6
- Die Kunst der Bühne. Positionen des zeitgenössischen Theaters, herausgegeben mit Philipp Schulte, Theater der Zeit ISBN 978-3-942449-06-9
- Stimmen einer Stadt. Monodramen für Frankfurt, herausgegeben vom Schauspiel Frankfurt und Literaturhaus Frankfurt e.V. mit einem Vorwort von Marion Tiedtke und Hauke Hückstädt, Fischer Taschenbuch Verlag ISBN 978-3-596-70091-2